# Garsa arbòria ventreblanca
La garsa arbòria ventreblanca (Dendrocitta leucogastra) és un ocell de la família dels còrvids (Corvidae).
Habita boscos densos i vegetació secundària del sud-oest de l'Índia als Ghats occidentals des de Goa i oest de Mysore cap al sud fins Kerala i oest de Tamil Nadu.